# 水素7
水素7 (すいそ7、Hydrogen-7・7H) とは、水素の同位体の1つ。

## 概要
7Hは、陽子1個と中性子6個から構成されている、最も重い水素の放射性同位体である。陽子に対して中性子が6倍も多い極端な中性子過剰核であり、この割合は10Heや12Liよりも多く、全ての核種で最大である。
7Hの崩壊モードの詳細は不明であるが、2個の中性子を放出する中性子放出で崩壊し、5Hに変化する可能性がある。5Hもやはり8.6×10−23 秒という短い半減期をもって2個の中性子放出で3Hに変化し、最終的には12.32年の半減期を以って3Heにベータ崩壊する。

## 合成
7Hは2003年、理化学研究所の装置を用いた日本・ロシア・イギリス・フランス・スウェーデンの共同研究チームにより初めて合成された。18Oから生成した8Heを加速し、軽水素分子 (1H2) に衝突させることで行われた。合成の成功は、(1Hと8Heが衝突することで生じる2個の陽子 (1H) を理研テレスコープで捉えることにより確認された。この成功以前には、水素の同位体は5Hまでしか合成することが出来ないと考えられていた。
{\displaystyle \,_{2}^{8}\mathrm {He} +\,_{1}^{1}\mathrm {H} \to \,_{1}^{7}\mathrm {H} +2\,_{1}^{1}\mathrm {H} }
2006年には、9Beや11Bにπ-を照射することにより7Hの合成に成功したことが発表された。2007年には、GANILを用いたヨーロッパの研究チームにより、8Heを12Cに照射することで7Hが合成されたことが発表された。